# 極速小綿羊
『極速小綿羊』是2008年的日本電影。
以本田小狼機車作為本作主題、是部以機車為主的賽車電影。

## 故事大綱
濱田武史是一個街頭機車賽車手，因為高超的技術而又被稱為悍馬。某一天他接受了大澤真治的挑戰，結果不幸輸掉，不但車被拿走，連駕照也被吊銷，只好流落到一家小麵店工作。但因為對於機車的熱愛，使他後來將店內的小綿羊改成一部超級機車並且趁著一次外送時，發揮了他沉寂已久的賽車技術，於是就在老闆的許可下，讓他狂奔在街頭中送外賣並且因此成為名人。但後來他發現過去打敗他的對手‧真治為了治好他所弄傷的女孩子而和竊車集團合作，因此他決定要以這部機車比賽來阻止真治。

## 演員
- 濱田 武史（はまだ たけし）

齊藤慶太：梁興昌(中文配音)
前著名的街頭機車賽車手，又名悍馬。實力高超，但在輸給真治後，而被迫不能賽車。後來發現店內廢棄的小綿羊而加以改造成超級機車，並且用它送外賣而以迅速送達而成為名人
- 鏑木 美緒（かぶらぎ みお）

倉科カナ
鏑木麵店老闆的女兒，對武史有好感。
- 鏑木 周三（かぶらぎ しゅうぞう）

小木茂光：孫誠(中文配音)
鏑木麵店的老闆，為了不要讓武史再度賽車而收留他。後來同意讓武史在外送時才可以騎機車
- 細田 玄（ほそだ げん）

風間トオル
- 三咲 麗華（みさき れいか）

長澤奈央：錢欣郁(中文配音)
女警官，曾抓到武史飆車而吊銷他的駕照。後來為了追緝真治出車禍而受傷。
私底下喜歡街頭賽車並且會在下班後偷偷跑去看。
- 大澤 真治（おおさわ しんじ）

落合扶樹：李景唐(中文配音)
打敗武史的賽車手，後來因為弄傷加奈而不再賽車並且被迫和他的哥哥合作來偷車。
- 須藤 健吾（すどう けんご）

汐崎アイル
加奈的哥哥，利用真治弄傷自己的妹妹而強迫他來偷車
- 秋田 一郎（あきた いちろう）

原田琢磨
- 鈴木 愛（すずき あい）

長澤奈央
- 直人（なおと）

永井朋彌
武史的好友，會在他需要時幫助他
- 須藤 加奈（すどう かな）

普天間美雪
健吾的妹妹，由於被真治弄傷而必須杵著拐杖走路並且造成真治的內疚。

## 工作人員
- 導演:室賀厚
- 劇本:室賀厚、津村美智子、鮫島慎一
- 音樂:安川午朗
- 助理導演:明山智、永江二朗
- 製作者:大橋孝史、山田俊輔
- 製作人:上野鏡介
- 剪接:酒井明
- 攝影:鮫島慎一、長野泰隆
- 美術:野尻郁子
- 照明:安部力
- 錄音:小宮元
- 製作擔当:辻智
- 攝影協力:南海部品
- 協力:Warner Home Video
- 製作事務所：トルネード・フィルム

## 外部連結
- SUPER CUB 極速小綿羊官網 （页面存档备份，存于）